# Bunyamwera
Bunyamwera est une localité du district de Bundibugyo dans l'ouest de l'Ouganda.
La localité est connue pour un type d'arbovirus, les Peribunyaviridae, dont les premiers représentants ont été découverts là.

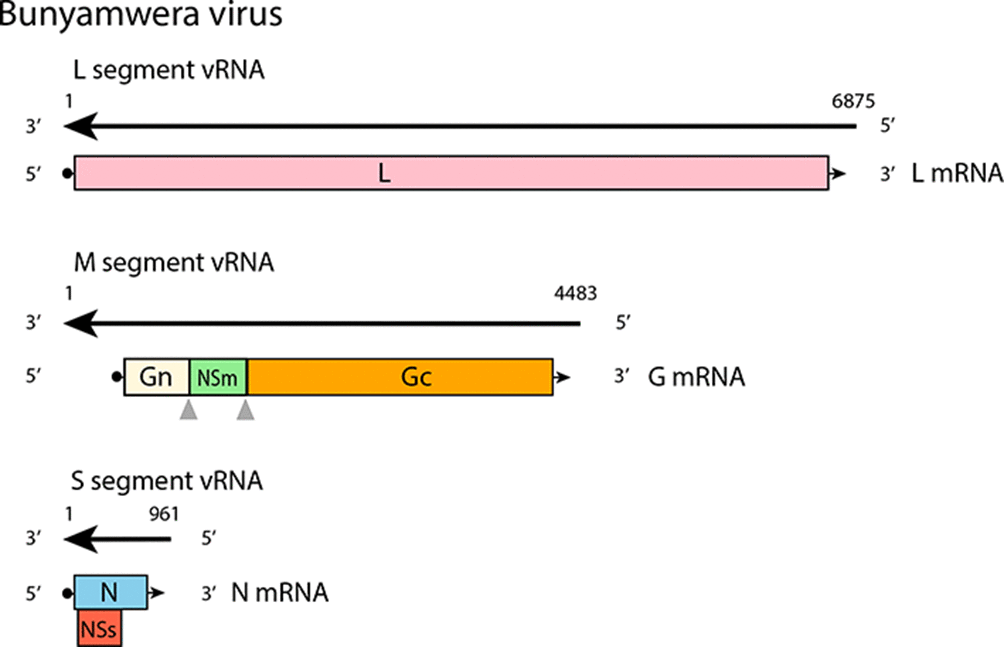
Représentation du génome d'un virus du groupe Bunyamwera.